# Rasmus Bengtsson
Rasmus Bengtsson, född 26 juni 1986 i Malmö, är en svensk före detta fotbollsspelare som senast spelade för Malmö FF.

## Klubbkarriär
Rasmus Bengtsson är fostrad i Malmö FF men 2006 lånades han ut till Trelleborgs FF som senare köpte loss honom. Bengtsson började sin karriär som mittback, senare i karriären spelade han anfallare men 2007 återgick han till mittbackspositionen. 
Sommaren 2009 skrev Bengtsson på för Hertha Berlin efter flera silly season-turer, där han bland annat placerades i Lazio och Alkmaar. Under sommaren 2010 skrev Bengtsson på för Twente.
Under början av 2015 stod det klart att Bengtsson skulle lämna Twente, som hade svåra ekonomiska problem. Den 25 mars samma år återvände Bengtsson till Sverige och sin moderklubb Malmö FF, som han dock inte tidigare hade representerat på A-lagsnivå. Han skrev på ett kontrakt till och med 2019. I januari 2019 förlängde Bengtsson sitt kontrakt till och med 2021. I november 2020 sade Bengtsson i en intervju med Sportbladet att han ”behandlats som en råtta” av MFF, och riktade skarp kritik mot tränaren Jon Dahl Tomasson sedan han inte lyckats ta sig tillbaka in i laget efter skadeproblem.  Klubben och Bengtsson meddelade i mars 2021 gemensamt att Bengtssons kontrakt bryts i förtid. 13 april 2021 meddelade Bengtsson via Sportexpressen att han lagt skorna på hyllan.

## Landslagskarriär
Under 2009 spelade Bengtsson slutspel i U21-EM. Totalt spelade han tretton matcher för Sveriges U21-landslag.
Bengtsson debuterade för A-landslaget i en landskamp mot Mexiko 2009 som man vann med 1–0.